# 영구소년 Eternal Boys
영구소년 Eternal Boys(일본어: 永久少年 Eternal Boys)는 라이덴 필름에서 제작한 일본의 애니메이션 작품. 2022년 10월부터 후지 TV에서 방영 중이다.
6명의 아라포 남성에 의한 아이돌 그룹 영구 소년을 그린다.